# Melvin Calvin
Pour les articles homonymes, voir Calvin.
Melvin Calvin, né le 8 avril 1911 à Saint Paul et mort le 8 janvier 1997 à Berkeley, était un biochimiste américain. Il est lauréat du prix Nobel de chimie de 1961 pour ses travaux portant sur l'assimilation du dioxyde de carbone par les plantes.

## Biographie
Il obtint son Bachelor of Science du Michigan College of Mining and Technology (aujourd'hui Michigan Technological University) en 1931 et son doctorat en chimie de l'Université du Minnesota en 1935. Il fit ensuite un sejour post-doctoral à Manchester chez Michael Polyani. Il se maria en 1942 avec Genevieve Jemtegaard (décédée en 1987) avec laquelle il eut deux filles et un fils.
Il devint instructeur à l'université de Californie à Berkeley en 1937 puis professeur de chimie dix années plus tard. En 1963, il obtint le titre de professeur de biologie moléculaire. Il prit sa retraite en 1980.
Utilisant le carbone 14 comme un traceur, Calvin et son équipe cartographièrent la route complète du carbone à travers une plante pendant la photosynthèse, commençant depuis son absorption comme dioxyde de carbone atmosphérique à sa conversion en carbohydrates et d'autres composés organiques. En faisant cela, le groupe de Calvin montra que la lumière du soleil agit sur la chlorophylle dans une plante pour alimenter la construction des composés organiques, plutôt que le dioxyde de carbone comme on croyait précédemment. Dans ses dernières années de recherche active, il étudia l'utilisation de plantes productrices de pétrole comme une source d'énergie renouvelable. Il passa aussi beaucoup d'années à étudier l'évolution chimique de la vie et a écrit un livre sur ce sujet publié en 1969. Il étudia aussi la géochimie organique, la carcinogénèse chimique et l'analyse des roches lunaires.
Calvin est devenu membre étranger de la Royal Society le 23 avril 1959. Parmi les nombreuses récompenses qu'il obtint, notons la Médaille William-H.-Nichols en 1958, le prix Nobel de chimie en 1961, la Médaille Davy en 1964, le Willard Gibbs Award en 1977 et la médaille Priestley en 1978. Son épouse Geneviève est décédée d'un cancer en 1987.

## Travaux
En 1952, Melvin Calvin et Andy Benson (1917-2015) ont réalisé des expériences visant à identifier les premières molécules carbonées synthétisées par les organismes chlorophylliens à partir du CO2 atmosphérique. Ils cherchaient aussi à comprendre les réactions diverses que subissent ces molécules jusqu’à la synthèse d'amidon. Dans un dispositif surnommé « Lollipop » à cause de sa forme, une culture d'algues vertes unicellulaires (chlorelles) était éclairée par de la lumière blanche. Du CO2 marqué au carbone 14 est injecté, et les algues sont tuées brutalement en les plongeant dans du méthanol bouillant (CH3OH, point d'ébullition = 65 °C à 1 bar). Ce dispositif permet de réaliser des expériences très courtes, compatibles avec la vitesse des réactions qui peuvent être arrêtées soudainement.